# David Kilcoyne

a Compétitions nationales et continentales officielles uniquement.

b Matchs officiels uniquement.
Dernière mise à jour le 22 septembre 2019.
David Kilcoyne, né le 14 décembre 1988 à Limerick, en Irlande, est un joueur international irlandais de rugby à XV jouant au poste de pilier gauche au Munster depuis 2011 et en équipe d'Irlande depuis 2012.

## Biographie
David Kilcoyne est sélectionné en équipe d'Irlande pour la Coupe du monde 2019.
Début janvier 2023, il est convoqué en équipe d'Irlande par Andy Farrell pour disputer le Tournoi des Six Nations. Alors qu'il ne devait pas jouer les premiers matchs du tournoi, devancé à son poste par Andrew Porter et Cian Healy, il joue finalement les trois premières rencontres profitant d'une blessure de ce dernier. À son retour, Kilcoyne n'est plus convoqué. Il joue donc trois matchs durant ce tournoi en entrant en jeu à chaque fois et l'Irlande remporte la compétition en réalisant le Grand Chelem.
Fin mai 2023, il est présélectionné dans un groupe de 42 joueurs pour préparer la Coupe du monde 2023 avec son pays,.
Blessé à une épaule à la fin du mois de décembre 2023, son absence des terrains est alors évaluée à six mois, ce qui l'amène à renoncer à postuler à une participation au Tournoi des Six Nations 2024.

## Statistiques

### Internationales
Au 9 avril 2023, Dave Kilcoyne compte 55 sélections avec l'Irlande pour 2 essai marqué, soit dix points. Il a pris part à six éditions du Tournoi des Six Nations en 2013, 2019, 2020, 2021, 2022 et 2023 et à deux éditions de la Coupe du monde, en 2019 et 2023.

## Palmarès

### En province
- Munster
  - Finaliste du Pro12 en 2015, 2017 et 2021

### En sélection nationale
- Irlande
  - Vainqueur du Tournoi des Six Nations en 2023 (Grand Chelem)